# Hocke (Adelsgeschlecht)
Hocke, auch Hock, ist der Name eines schlesischen Adelsgeschlechts.
Es besteht keine Stammverwandtschaft mit den 1852 nobilitierten erbländisch-österreichischen Freiherren von Hock. Hierher gehören der Stifter Carl von Hock (1808–1869) und sein Sohn Paul Hock (1857–1924).

## Geschichte
Das Geschlecht gehört zum schlesischen Uradel und wird im 13. Jahrhundert zuerst mit Ritter Heinrich Hako von Frankenbach 1272–1300 urkundlich genannt. Die Stammreihe beginnt mit Hans Hocke († 1488) auf Thomaswaldau im Herzogtum Schweidnitz.
Ein böhmisches Freiherrndiplom erging am 20. August 1686 für Johann Sigmund von Hocke und am 10. März 1722 für Johann Niclas von Hoche a. d. H. Gläsersdorf. Ein erbländisch-österreichische Freiherrndiplom von 1762 hat Karl von Hocke (1714–1791), k. k. Oberst bei den Graf Kolowrat Dragonern erhalten. Bis 1781 sind die freiherrlichen Linien erloschen.
Am 16. April 1743 hat Sigismund von Hocke (1727–1802), Sohn des Karl Friedrich Sigismund von Hocke (1687–1740) in Berlin eine preußische Adelslegitimation erhalten.

## Angehörige
- Karl von Hocke (1714–1791), kaiserlicher Generalmajor
- Friedrich Alexander von Hock (1665–1750), Landrat des Kreises Liegnitz
- Sigismund von Hocke, von (1813–1819), Landrat des Kreises Striegau

## Wappen
In Silber ein schräggestellter beidseitig geasteter roter Baumstamm, auf dem Helm mit rot-silbernen Decken ein schwarzer Hahnenschweif zwischen zwei einwärtsgekehrten silbernen Sicheln mit roten Stielen. Es besteht eine Wappenverwandtschaft zu den schlesischen von Hertel.

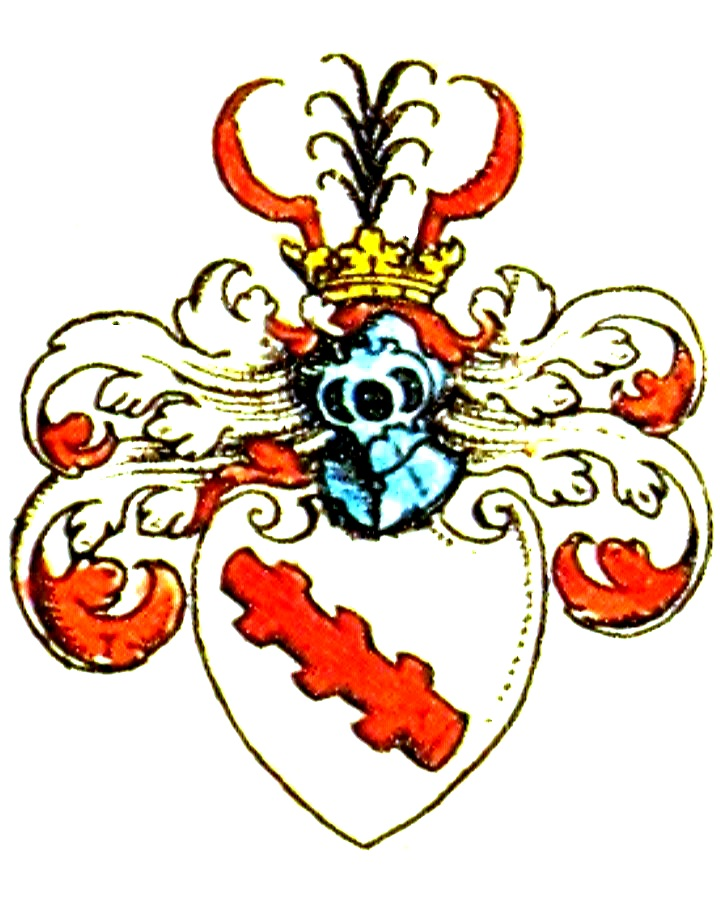
Wappen derer von Hocke in Siebmachers Wappenbuch von 1605
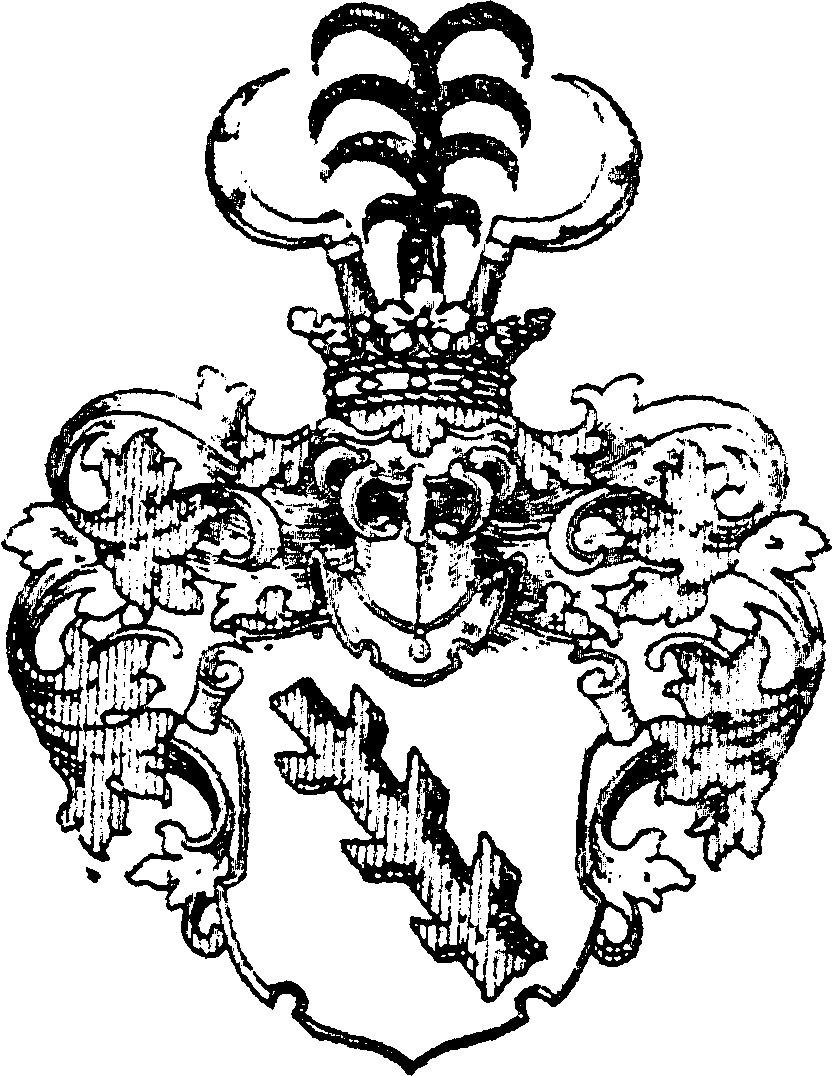
Wappen derer von Hocke